# Lex Aelia Sentia
La lex Aelia Sentia de manumissionibus et conditione manumissorum (en español, ley Elia Sencia) era una ley romana, introducida por los cónsules Sexto Elio Cato y Cayo Sencio Saturnino en el año 4. Estaba preparada para contrarrestar el abuso de las manumisiones, sin distinción entre las realizadas por acto entre vivos o por causa de muerte y era más completa que la lex Fufia Caninia.

## Descripción
Gayo la menciona en su obra recopiladora de las Instituciones (1.13-6, 1.27), sobre el estado asumido por los sirvientes liberados. En particular, los que habían alcanzado el estado de liberto, que podrían incluirse entre los ciudadanos romanos, condición de latinos o dediticios.
La legislación sobre restricciones a las manumisiones es obra básicamente de Augusto, cuando su número era tan grande (al final de la República y al comienzo del Imperio), que incluso llegaron a cuestionar el sistema social de la época. Se trataba de favorecer a la sociedad romana, ya que los esclavos sin antecedentes penales no tenían problemas para lograr la manumisión. Se estableció un meticuloso sistema de investigación para la manumisión para que solo pudieran alcanzar el estado de liberto los que aportaran positivamente su integración en la sociedad.
Esta ley contenía varias disposiciones. Una de ellas establecía que los esclavos que hubieren sufrido penas severas por delitos cometidos, por haber peleado en la arena, haber sido encarcelados o por haber combatido contra Roma y haberse rendido, convertidos así en esclavos, no podían convertirse más que en una clase más baja de libertos, los denominados peregrini dediticii ("peregrinos dediticios", con el significado de extranjeros vencidos y rendidos).  No se les permitía convertirse en ciudadanos y se les prohibía vivir dentro de los muros de Roma como un sistema de reforzar el mantenimiento de los esclavos que habían cometido delitos alejados de los ciudadanos.  
También Augusto era partidario de aumentar la tasa de matrimonios y partos, que, en ese momento, estaban en declive, además de tratar de restaurar el grado de virtud que creía que había existido bajo la República, por lo que favoreció leyes  que alentaran en esta dirección.

## Disposiciones
Las principales disposiciones de la ley, por capítulos son las siguientes:
- Capítulo I: El esclavo, varón o hembra encadenado o encarcelado por su señor, en pena o marcado con hierro, el que hubiese sufrido tormento, el condenado a pelear como gladiador o con las fieras y el castigado con otro cualquier suplicio, no consiga justa libertad aunque sea manumitido y quede en la clase de dediticio.

- Capítulo II: El siervo o sierva menor de treinta años manumitido por vindicta, no adquiera los derechos de ciudadano si no hubiese mediado conocimiento de la causa en el concejo.

- Capítulo III: Tampoco se considere libre ni ciudadano al menor de treinta años manumitido en testamento, aunque permanezca en libertad.

- Capítulo IV: Los que naciesen del esclavo o esclava que aun después de manumitidos no adquieren la libertad justa, no estén bajo su patria potestad, ni gocen de ciudadanía. Si un ciudadano o ciudadana casare por error con alguno de ellos, no perjudique este, probado que sea en el concejo, a los derechos de ciudad y poder paterno, a cuyo ejercicio se restituirá al que lo disfrutaba o debía disfrutar.

- Capítulo V: El menor de veinte años no pueda manumitir sino por vindicta y mediante causa probada en concejo (consilia).

- Capítulo VI: La mujer no puede dar libertad a sus siervos, sino con la autoridad de su tutor.

- Capítulo VII: Nada hace el que manumite en fraude de sus acreedores, y el manumitido en este concepto permanezca siervo.

- Capítulo VIII: Pueda el que no tiene con qué pagar dar libertad e instituir en testamento al siervo que elija de los suyos, y el que así fuere manumitido sea libre y heredero necesario.

- Capítulo IX: Si dos o más siervos fueren instituidos por una misma causa en el testamento de su señor, quede solo libre y heredero el que primero resultase escrito.

- Capítulo X: El manumitido en fraude de los usureros no adquiera la justa libertad, pero subsista libre.

- Capítulo XI: Quede privado de los derechos de patronato el que antes de manumitir hizo obligar al siervo a la prestación de alguna merced como en premio de la manumisión.

- Capítulo XII: También pierda esos mismos derechos el que hiciere jurar al liberto o liberta que no se casará o que no procreará.

- Capítulo XIII: Si el liberto hiciere algo dolosamente a fin de que al patrono o a sus hijos les llegue menos de la parte que se les debe, sea nulo lo que el liberto haga en fraude de la ley, y revóquese lo que sea en fraude del patrono.

- Capítulo XIV: El liberto o liberta convencido de ingratitud hacia su patrono, sea condenado a las canteras.

- Capítulo XV: Pierda sus derechos de patronato el que no alimentare al liberto pobre.